# میخایلو میخالینا
میخایلو میخالینا (مجاری: Mihály Mihalina; ۱۵ مارس ۱۹۲۴ – ۳۰ اوت ۱۹۹۸) بازیکن فوتبال اهل اوکراین بود.
از باشگاه‌هایی که در آن بازی کرده‌است می‌توان به باشگاه فوتبال اوورلا اوژهورود و باشگاه فوتبال دینامو کی‌یف اشاره کرد.
وی همچنین در تیم‌های ملی فوتبال اوکراین و شوروی بازی کرده‌است.